# 유괴 (2017년 영화)
《유괴》(Hush Money)는 미국에서 제작된 테렐 라몬트 감독의 2017년 드라마, 스릴러 영화이다. 조슈아 레이 등이 주연으로 출연하였다.

## 출연

### 주연
- 조슈아 레이
- 케네디 웨이티